# Curtonotum trypetipenne
Curtonotum trypetipenne är en tvåvingeart som beskrevs av Friedrich Georg Hendel 1913. Curtonotum trypetipenne ingår i släktet Curtonotum och familjen Curtonotidae.
Artens utbredningsområde är Peru. Inga underarter finns listade i Catalogue of Life.